# Daisaku Ikeda
Daisaku Ikeda (giapponese: 池田大作, Ikeda Daisaku; Omori, 2 gennaio 1928 – Shinjuku, 15 novembre 2023) è stato un filosofo, scrittore, educatore, maestro buddista, pacifista e attivista giapponese.
È stato il terzo presidente della sezione nazionale della Soka Gakkai, nel periodo che va dal 1960 al 1979, ricoprendo successivamente la carica di presidente onorario; è inoltre stato fino alla propria morte il presidente della Soka Gakkai International.

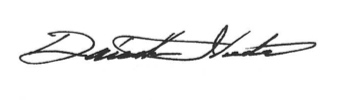
Firma di Ikeda

Ikeda viene definito come uno dei più importanti leader spirituali buddisti della seconda parte del XX secolo assieme al Dalai Lama e a Thích Nhất Hạnh. È stato inoltre fondatore del partito politico Kōmeitō, del Museo Tokyo Fuji Art Museum e dell'Università Soka, oltre che un pacifista influente.

## Biografia
Nasce a Tokyo nel 1928. Quando scoppia la seconda guerra mondiale ha 12 anni e 17 anni quando termina, perciò non viene chiamato a combattere, ma i suoi quattro fratelli maggiori vengono tutti arruolati nell'esercito e il più grande muore al fronte. 
Dopo questa esperienza familiare il giovane Ikeda decide di dedicare la propria vita a sradicare le cause profonde della violenza fra gli esseri umani.

### Inizi nella Soka Gakkai
A diciannove anni conosce Jōsei Toda, che diventerà il suo maestro, secondo presidente della Soka Gakkai e aderisce alla fede del Buddismo di Nichiren Daishonin (buddismo Nichiren). Nel 1949, a ventuno anni, inizia anche a lavorare per l'azienda di Toda e tra i due, entrambi pacifisti, nasce un grande sodalizio spirituale e umano.

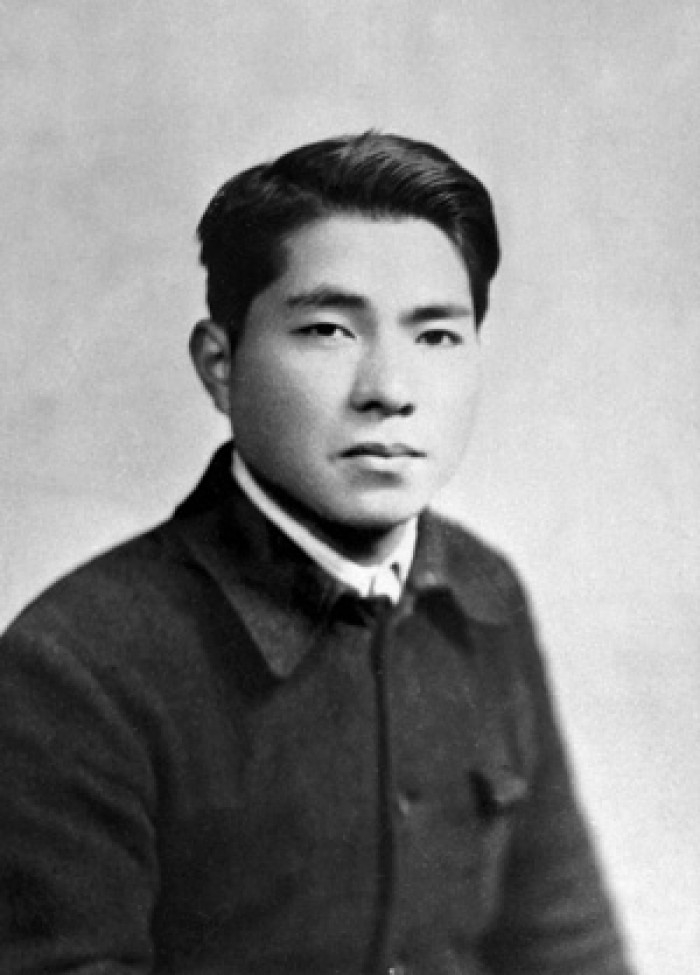
Ikeda all'età di 19 anni

Il 3 luglio 1957, quando era responsabile della divisione giovani, a ventinove anni, viene arrestato per l'accusa di violazione della legge elettorale giapponese, poiché un gruppo di giovani della Soka Gakkai viene trovato a distribuire denaro in cambio della promessa di voti elettorali nelle successive elezioni amministrative. La sua detenzione dura circa due settimane e, dopo 48 udienze, viene definitivamente assolto nel gennaio del 1962.

### Presidenza
Dopo la morte di Toda, il 3 maggio 1960 Ikeda si assume la responsabilità dell'intero movimento divenendo il terzo presidente della Soka Gakkai e da quell'anno inizia a viaggiare all'estero per far conoscere i valori ed i principi del Buddismo di Nichiren Daishonin, sino a quel momento praticato in modo diffuso ma nel solo Giappone, proprio grazie al grandissimo ed esemplare sforzo compiuto da Josei Toda in seguito alla sua scarcerazione (avvenuta nel 1945, dopo i due anni di carcere in cui era rimasto accanto al suo maestro - nonché fondatore della Soka Gakkai - Tsunesaburo Makiguchi - le autorità militari giapponesi li avevano perseguiti ed incarcerati per non aver sottostato all'obbligo di ossequiare il simbolo shintoista del culto dell'imperatore -).
Dopo aver contribuito insieme a Toda allo sviluppo della Soka Gakkai in Giappone, Ikeda nell'ottobre del 1960 parte per le isole Hawaii, prima tappa del suo viaggio oltreoceano, per diffondere gli ideali di pace buddisti e, al fine di perseguire l'obiettivo di pace e dialogo fra tutti i popoli, negli anni della sua lunga vita arriva a costruire una rete di conoscenze e cooperazioni in tutto il mondo.
In particolare, nel 1968 si attiva per promuovere la normalizzazione delle relazioni diplomatiche tra Cina e Giappone e nel 1974 visita sia la Cina che l'Unione Sovietica. Ha in seguito incontrato molti capi di Stato ed esponenti culturali, da Nelson Mandela a Fidel Castro, da Henry Kissinger a Michail Gorbačëv, da Zhou Enlai a Corazon Aquino, al di là di ogni schieramento politico e ideologico, sempre dichiarando di volere «lavorare per la pace contro qualsiasi forma di violenza e di voler contribuire al benessere dell'umanità attraverso la diffusione di una cultura e di una educazione umanistica».

### Soka Gakkai International
Nel 1975, a Guam, si tiene il primo vero meeting internazionale dei membri Soka e viene fondata la Soka Gakkai International (SGI) e Daisaku Ikeda ne diviene presidente.
Lo scopo della SGI è il perseguimento della pace del mondo (attraverso il cambiamento e la rivoluzione umana di ciascun individuo), la sua denuclearizzazione e la crescita nelle persone di un forte senso di responsabilità per la società, con uno spirito di cittadinanza globale.

### Scisma con la Nichiren Shoshu
Nel 1979, in seguito alle critiche rivoltegli dal clero di devianza dall'originaria dottrina della Nichiren Shōshū, Ikeda rassegna le dimissioni dalla Presidenza dell'organizzazione giapponese, rimanendo in ogni caso sia la guida spirituale della Soka Gakkai Internazionale e sia il presidente onorario dell'organizzazione giapponese (al cui vertice siederà provvisoriamente Hiroshi Hojo), in un periodo, tra l'altro, caratterizzato anche da dissidi con il partito vicino alla Soka Gakkai, il Kōmeitō. Successivamente Ikeda riprende attivamente la carica alla guida della Soka Gakkai, sempre come "terzo Presidente".
I dissidi tra clero e laici, con accuse di eterodossia da parte della Nichiren Shoshu, e di conservatorismo solo esteriore da parte della Soka Gakkai, continuano per più di un decennio sfociando poi nella "scomunica", nel 1991 tramite decreto di apostasia ed espulsione, da parte di Nikken Shonin, guida spirituale della Nichiren Shoshu, nei confronti di Ikeda e dell'intera Soka Gakkai. Da quel momento la Soka si staccò quindi dal clero divenendo un'organizzazione completamente laica e indipendente.
Dopo la scomunica, alcuni membri della Soka Gakkai cominciano a descrivere il loro gruppo come il primo movimento protestante del buddismo, facendo un paragone con la vicenda di Martin Lutero in ambito cristiano, sebbene la Soka Gakkai venga in realtà descritta come un nuovo movimento religioso di origine buddista separato sostanzialmente dal buddismo classico, in paragone con le comunità restaurazioniste del cristianesimo.

### Morte
Daisaku Ikeda, dopo aver dedicato la propria vita alla diffusione del Buddismo nel mondo, muore per cause naturali all'età di 95 anni, la notte del 15 novembre 2023, nella sua abitazione di Shinjuku.

## Vita privata
Ikeda ha vissuto a Tokyo con la moglie Kaneko (1932), sposata il 3 maggio 1952, dalla quale ha avuto tre figli: Hiromasa (1952), attuale vice presidente della Soka Gakkai, Shirohisa (1953-1984), deceduto a 31 anni a causa di un’ulcera perforata, e Takahiro (1958).

## Iniziative e riconoscimenti
Daisaku Ikeda, dal 1983, ogni anno ha reso pubblica una proposta di pace che, oltre a riguardare temi sempre attuali e globali come il nazionalismo, il disarmo nucleare, la povertà, l'analfabetismo e le crisi ambientali, in contemporanea propone anche delle possibili soluzioni.
Nello stesso anno gli viene consegnata la UN Peace Medal.
Nel 1994 ha collaborato, a Los Angeles, con il Simon Wiesenthal Center (un'organizzazione ebraica impegnata sia nella lotta contro l'antisemitismo che per l'ottenimento della giustizia dei crimini nazisti impuniti), ad una mostra giapponese sull'olocausto: "Il coraggio di ricordare", la quale ha ricevuto oltre 2 milioni di visitatori.

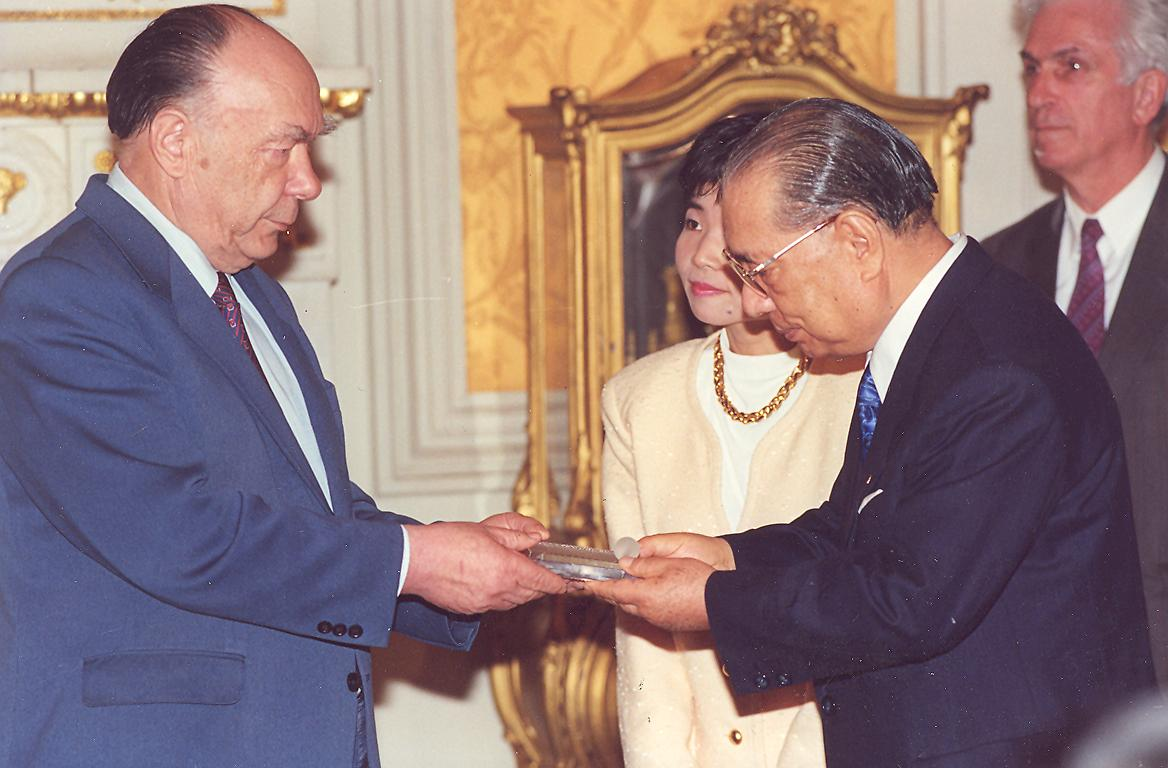
Ikeda riceve il Premio Leonardo

Ha aderito alla Carta della Terra e supportato il film documentario sull'ambiente: "Una tranquilla rivoluzione".
Le Camere dei Rappresentanti degli stati americani di Georgia, Illinois e Missouri hanno riconosciuto il suo impegno e dedizione per "aver dedicato tutta la sua vita alla pace, promuovendo i diritti umani e gli scambi culturali con profonda convinzione per un'umanità condivisa tra l'intera comunità globale", in cui vengono "valorizzate l'educazione e l'istruzione come prerequisiti per la creazione di una vera pace dove la dignità e i diritti fondamentali di tutte le persone sono rispettati".
Il suo amore per la cultura l'ha portato a fondare numerosi enti culturali, tra cui la Soka University in Giappone e USA, le scuole Soka primarie e secondarie in Giappone, Hong Kong, Malaysia, Brasile e Singapore, la casa della letteratura "Victor Hugo" in Francia, il comitato internazionale per gli artisti per la pace in USA, la compagnia teatrale Min-On in Giappone, il Tokyo Fuji Art Museum, l'istituto per le filosofie orientali giapponese con studi in Francia, Russia, Hong Kong, Singapore e Gran Bretagna, oltre all'Istituto Toda per la Pace Globale e la Ricerca Politica in Giappone e Usa.
Ikeda ha tenuto conferenze in molti atenei del mondo, ha scritto numerosi saggi e, in virtù delle sue attività in nome della pace e della cultura, ha ricevuto numerosi riconoscimenti internazionali e lauree honoris causa.
È cittadino onorario di alcuni comuni italiani ed è stato membro onorario del Club di Roma.
Ha finanziato, anche con donazioni personali, il restauro della sede della Soka Gakkai italiana, situata nella Villa Le Brache a Firenze, un edificio di grande importanza storica e artistica che versava in condizioni di grave incuria prima di essere acquistato dalla SGI.
Alcuni membri della SGI, ma anche alcune personalità non aderenti all'organizzazione, hanno proposto Ikeda al Premio Nobel per la Pace, ma la SG Italia si è dissociata in quanto "il suo agire non è legato ad altro che alla pace stessa" e non al conferimento di premi, che mai sono stati proposti da appartenenti al movimento in passato, anche se in seguito sono comunque stati accettati da Ikeda stesso.

## Controversie e critiche

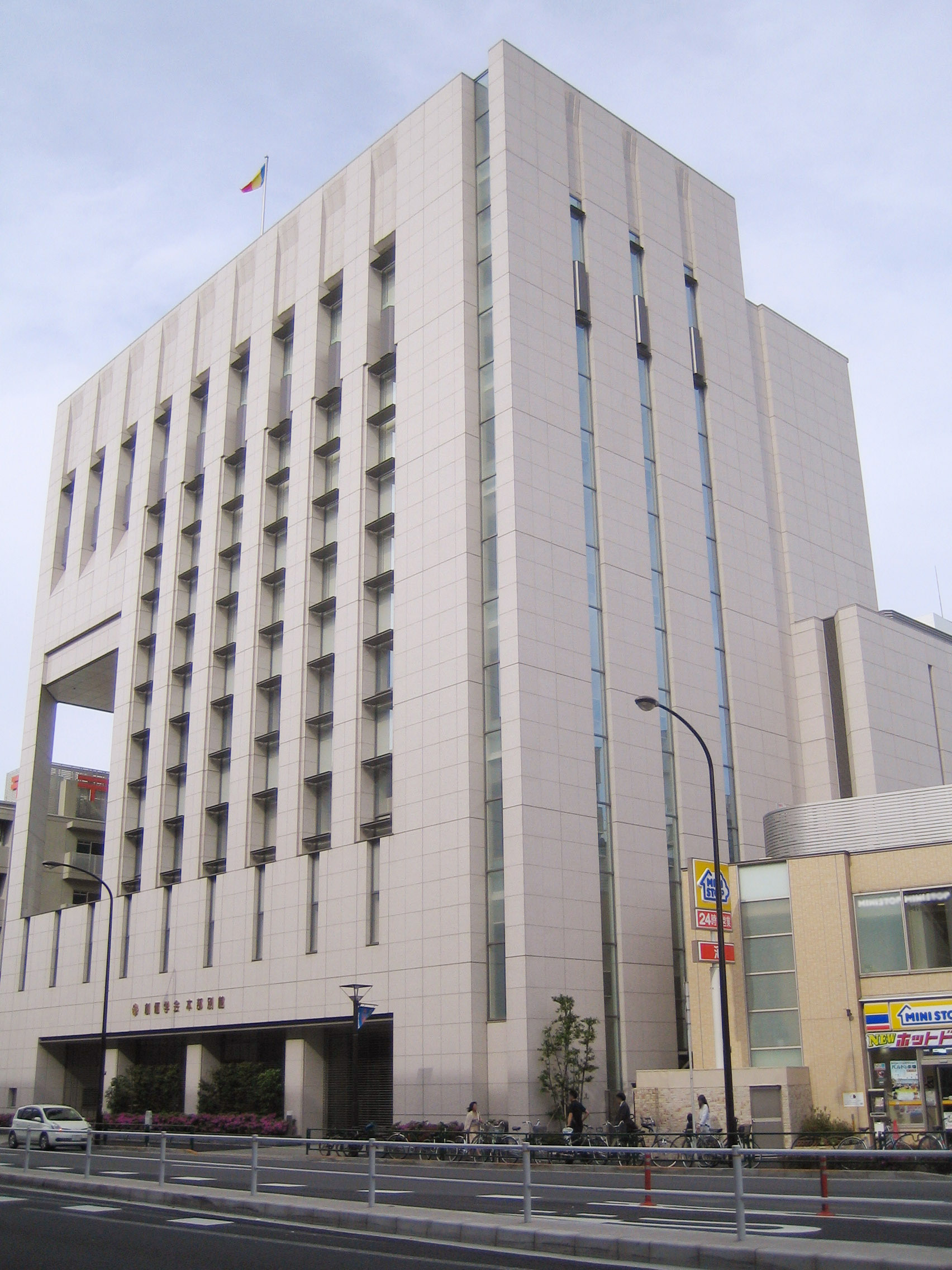
Sede centrale della Soka Gakkai a Tokyo

Da taluni critici Ikeda è stato descritto come una specie di despota di destra a cui interessava il potere, mentre da altri come un comunista a causa dei suoi stretti legami con i leader cinesi. 
Di sicuro è stata una delle personalità più influenti del Sol Levante e in una classifica stilata nel 2001 del settimanale Asiaweek, Ikeda figurava al 19º posto fra gli uomini più potenti dell'Asia, anche perché, con i 12 milioni di credenti giapponesi della Soka Gakkai, poteva permettersi di avere una vasta influenza sul sistema politico giapponese.
È stato anche descritto come oggetto di "un culto della personalità" da parte dei suoi discepoli, che per molti varcherebbe i limiti della normale venerazione buddista tributata dall'allievo al maestro, ma i credenti della SGI fanno notare come anche altri leader religiosi godano di grande ammirazione, talvolta al limite della venerazione, come ad esempio il pontefice della Chiesa cattolica o il Dalai Lama del buddismo tibetano, e come quest'ultimo sia ritenuto addirittura l'incarnazione vivente di un bodhisattva, Avalokiteśvara, cosa che per Ikeda non è invece mai stata ritenuta da nessun credente.
Ikeda è inoltre stato criticato per aver incontrato in passato discussi capi di Stato come Mao Tse Tung, Fidel Castro, Noriega e Ceaușescu, per aver, il 12 aprile 2005, accolto a Tokio il presidente della Colombia Álvaro Uribe Vélez (a cui, però, Ikeda aveva precedentemente indirizzato una dura lettera aperta in cui lo accusava di stare consolidando l'impunità di crimini contro l'umanità nel suo paese), oltre che per non aver difeso abbastanza la questione del Tibet durante suoi incontri col leader cinese Hu Jintao. In realtà questi incontri sono sempre stati per Ikeda occasione per toccare argomenti delicati, così come ha sempre fatto in ogni dialogo con esponenti dei paesi dittatoriali, contribuendo spesso in questo modo a mediare per la soluzione pacifica di un conflitto.
Ikeda, tra l'altro, ha incontrato anche molti altri leader, attivisti politici e capi di Stato, tra cui il Nobel per la Pace Adolfo Pérez Esquivel, che lottò contro la dittatura militare argentina e che scrisse anche la prefazione di un libro su Ikeda, Nelson Mandela, che dichiarò di aver trovato ispirazione anche da un libro di Ikeda durante la sua lunga prigionia e Michail Gorbačëv. L'attivista afroamericana Rosa Parks da lui incontrata, ha dichiarato come il momento del suo primo incontro con Ikeda sia stato "speciale" e la stessa cosa è stata detta anche dal leader della Soka Gakkai a riguardo dell'incontro con la signora Parks.

## Attivismo contro la pena capitale
Ikeda ha da sempre avuto una posizione contro la pena di morte, così come l'intera Soka Gakkai; ha dedicato interi capitoli delle sue opere e discorsi, come nel seguente brano tratto dal volume Choose Life (1975), tradotto in lingua italiana col titolo Dialoghi (1988), nel capitolo intitolato Abolizione della pena di morte'.
In Giappone l'associazione non ha pero'mai svolto una vera attività abolizionista, limitandosi a farla all'estero e attirandosi molte critiche di opportunismo politico, soprattutto quando il Kōmeitō, il partito centrista vicino al gruppo, ha fatto parte del governo di Shinzō Abe e non avrebbe sollevato la questione della pena di morte in Giappone in maniera significativa. Tuttavia, durante il primo governo di centro-destra, con il Komeito al potere assieme a Junichiro Koizumi, esponente moderato del Partito Liberal Democratico, si è avuta una moratoria della pena di morte, in quanto il Ministro Seiken Sugiura (2005-2006), in ossequio al suo credo buddhista, rifiutò di applicare la pena capitale. Questo è cambiato con il successivo leader del LDP, Shinzō Abe, esponente nazionalista. Il partito ha comunque presentato mozioni parlamentari per l'abolizione della pena capitale, sebbene rimaste isolate e senza grande seguito. Nel 2016 all'incontro interreligioso ad Assisi il vicepresidente della Soka Gakkai (numero due dell'associazione dopo Ikeda), e vicino al Komeito, Tamotsu Sugiyama ha dichiarato agli esponenti della Comunità di Sant'Egidio che la posizione del partito è fermamente contraria, ed esso potrebbe quindi far valere la propria forza di stretto alleato del premier Abe per proporre o chiedere l'abolizione (o la moratoria permanente) della pena di morte presso la Dieta (il parlamento giapponese).

## Libri
Ikeda è stato uno scrittore prolifico, attivista per la pace e interprete del Buddismo di Nichiren. I suoi interessi per la fotografia, l'arte, la filosofia, la poesia e la musica si riflettono nelle sue opere. Nelle sue raccolte di saggi e nei dialoghi con figure politiche, culturali ed educative discute, tra gli altri argomenti: il valore trasformativo della religione, la santità universale della vita, la responsabilità sociale, il progresso e lo sviluppo sostenibili.
La pubblicazione del 1976 di Choose Life: A Dialogue (in giapponese, Nijusseiki e no taiga) è la raccolta di dialoghi e corrispondenze iniziati nel 1971 tra Ikeda e lo storico britannico Arnold J. Toynbee sulla “convergenza di Oriente e Occidente” su argomenti contemporanei e perenni che vanno dalla condizione umana al ruolo della religione e al futuro della civiltà umana. Il libro in 12 volumi A Study of History di Toynbee era stato tradotto in giapponese, cosa che insieme alle sue conferenze e agli articoli periodici su questioni sociali, morali e religiose gli fecero guadagnare popolarità in Giappone. Tuttavia, il fatto che Toynbee sia stato "ben pagato" per le interviste con Ikeda, ha sollevato critiche e sono sorte domande sul tentativo di utilizzare la reputazione di Toynbee. Alla lettera di un espatriato critico nei confronti dell'associazione di Toynbee con Ikeda e Soka Gakkai, Toynbee rispose: "Sono d'accordo con la Soka Gakkai sulla religione come la cosa più importante nella vita umana e sull'opposizione al militarismo e alla guerra". Ad un'altra lettera critica nei confronti di Ikeda, Toynbee ha risposto: "La personalità del signor Ikeda è forte e dinamica e tali personaggi sono spesso controversi. Il mio sentimento per il signor Ikeda è di grande rispetto e simpatia". Nel 2012 il libro era stato tradotto e pubblicato in ventisei lingue.
Nel loro libro del 1984 Prima che sia troppo tardi, Ikeda e Aurelio Peccei discutono il legame umano nelle conseguenze ecologiche dell'industrializzazione, chiedendo una riforma nella comprensione dell'agire umano per realizzare relazioni armoniose sia tra gli esseri umani che con la natura. Vedono un ruolo fondamentale nell’educazione ambientale e un’enfasi ampiamente curriculare sullo sviluppo di un pensiero su scala globale e di una società più umana. Sulla base della visione di unità di Ikeda e di interdipendenza ecologica di Peccei, il loro dialogo attesta una convergenza tra i movimenti ecologisti, pacifisti e umanitari europei e il pensiero religioso orientale. Si ritiene che il libro riassuma le intuizioni di Peccei sulle molteplici sfide della società globale del secondo dopoguerra.
In Life—An Enigma, a Precious Jewel (1982), Unlocking the Mysteries of Birth and Death (1984) e la proposta di educazione ambientale "The Challenge of Global Empowerment" (2002), le discussioni di Ikeda su un'ontologia buddista offrono un'alternativa all'ontologia antropocentrica e approcci biocentrici alla conservazione della fauna selvatica.
Le storie per bambini di Ikeda sono "ampiamente lette e acclamate", secondo The Hindu, che ha riferito che una serie di 14 storie animate sarebbe stata trasmessa sul National Geographic Channel. Nelle Filippine, set di DVD di 17 storie animate intitolate Animazing Tales sono stati donati da Anak TV a una grande scuola, come parte di uno sforzo di alfabetizzazione a livello nazionale. "Speranza e perseveranza nei momenti di difficoltà" affronta il tema che attraversa racconti come L'albero dei ciliegi e Il principe del paese delle nevi. Le storie descrivono come i bambini usino i principi di amicizia, pace e coraggio durante le avventure e le sfide che affrontano, in un modo in cui, scrive l'editorialista Michael Taube, "ha contribuito a costruire un ponte permanente tra anime e buddismo che piace sia ai seguaci devoti che ai non credenti".
Nel 2003 il più grande quotidiano in lingua inglese del Giappone, The Japan Times, iniziò a pubblicare i commenti di Ikeda su questioni globali tra cui la costruzione della pace, il disarmo nucleare e la compassione. Nel 2015 il Japan Times ne aveva pubblicati 26, di cui 15 pubblicati anche in un libro bilingue giapponese-inglese intitolato Embracing the Future.
Le sedici conversazioni tra Lou Marinoff e Ikeda nel loro libro The Inner Philosopher (2012) introducono i classici filosofi orientali e occidentali nel sostenere che la filosofia può essere personalmente accessibile e ampiamente applicabile alla vita quotidiana, e che "la filosofia e la psicologia possono entrambe fornire una fonte di forte ottimismo". Un recensore dell’edizione italiana, Qualunque fiore tu sia sboccerai, afferma che i due autori concordano su un punto fondamentale: il senso e la realizzazione di sé e della propria esistenza non si trovano al di fuori di sé ma, piuttosto, come sottolinea Marinoff, "fuori, coltivata attraverso il dialogo, attraverso una filosofia che diventa pratica".

### "La rivoluzione umana"
La pubblicazione più nota di Ikeda è il romanzo La rivoluzione umana (Ningen Kakumei), che è stato serializzato nel quotidiano della Soka Gakkai, il Seikyo Shimbun. La pubblicazione del libro in inglese include una prefazione del filosofo e storico britannico Arnold J. Toynbee ed è stato tradotto nelle edizioni inglese, cinese, francese, tedesca, spagnola, portoghese, coreana, italiana e olandese. Nella prefazione a The Human Revolution, l'autore descrive il libro come una "biografia romanzata del mio mentore, Josei Toda". Il sito web ufficiale dell'autore descrive il libro come un "romanzo storico [che] ritrae lo sviluppo della Soka Gakkai in Giappone, dalla sua rinascita nel secondo dopoguerra agli ultimi anni del suo secondo presidente, Josei Toda". Nella prefazione all'edizione del 2004, l'autore ha affermato che la narrazione è stata modificata per allinearla ai recenti sviluppi nella storia del Buddismo di Nichiren, e che spera che "tali revisioni aiuteranno i lettori ad apprezzare meglio il messaggio originale del libro".
Spesso descritto come un roman à clef, quest'opera autobiografica "promuove un'interpretazione di Ikeda come discepolo esemplare del suo stesso mentore, Toda Josei", e offre "un modello della relazione mentore-discepolo che dà potere" e ritrae "la virtù dell'essere discepolo". Questa narrazione drammatica aiuta i lettori a "identificarsi con lui come qualcuno non molto diverso da loro stessi", presenta "la relazione mentore-discepolo come una relazione attraente che può apportare enormi benefici al discepolo" e "mantiene la promessa di Membri della Gakkai che anche loro possono raggiungere la grandezza nella relazione mentore-discepolo, che a sua volta li aiuta a vedere la concezione di sé del discepolo come una concezione di forza". Chilson conclude: "Con la concezione di sé di un discepolo, i membri della Gakkai sono più propensi a sforzarsi di raggiungere obiettivi articolati dal loro mentore, Ikeda, che trascendono i propri interessi personali, come l'espansione della Gakkai, l’adesione e la promozione della cultura, dell’istruzione e della pace nel mondo”.  

## Onorificenze
- United Nations Peace Award (1983, USA)[51][52]
- Fiorino d'Oro[53] (1992, Firenze, Italia)
- Rosa Parks Humanitarian Award (1993, USA)[54]
- International Tolerance Award, Simon Wiesenthal Center (1993, Los Angeles, Calif.)[55]
- Anello dottorale Università di Bologna (1994, Italia)
- Grande Ufficiale della Repubblica Italiana (2005, Italia)
- Tagore Peace Award (1997, India)
- Rizal International Peace Award (1998, Filippine) dal Regno di Rizal
- International Literary Award per la Comprensione e l'Amicizia (2003, Pechino, Cina) dalla Fondazione letteraria Cinese e dall'Associazione Scrittori Cinesi
- Jamnalal Bajaj Award (2005, India) per "Lo straordinario contributo nella promozione dei valori Gandhiani all'estero tra i cittadini stranieri"
- Sigillo della Pace della città di Firenze 25 marzo 2007[56].
- Ordine dell'Amicizia (2008, Russia)
- Indology Award (2011, India) for “incredibile contributo nel campo degli indici di ricerca e la saggezza orientale” dai Motilal Banarsidass Publishers
- Golden Heart Award (2012, Filippine) dal Regno di Rizal
- Cittadino onorario di San Benedetto del Tronto (2008, Italia)
- Gandhi International Prize for Social Responsibility (2014, Australia)[57]
- Cittadinanza onoraria del comune di Firenze (2017, Italia)

## Selezione di opere
Daisaku Ikeda è autore di moltissimi libri e pubblicazioni tra cui:
- La rivoluzione umana, 1965, Feltrinelli (a cui sono seguiti attualmente i 30 volumi de La nuova rivoluzione umana)
- Dialoghi. L'uomo deve scegliere, con Arnold J. Toynbee, 1972
- Buddismo: il primo millennio, 1977
- Letters of four seasons, 1980
- I misteri di nascita e morte: la visione buddista della vita, 1988
- Space and Eternal Life: A Dialogue Between Daisaku Ikeda and Chandra Wickramasinghe, 1988
- La vita. Mistero prezioso, Bompiani, 1995
- Scegliere la pace, con Johan Galtung, Esperia
- In cammino con i giovani: domande e risposte su come affrontare la vita, 2000
- I protagonisti del XXI secolo. Vol. 2: Dialoghi con i giovani, Esperia, 2001
- L'età della saggezza. Gli anziani nell'epoca contemporanea, Esperia, 2001
- L'educazione soka: creazione di valore e cittadinanza globale, 2001
- L'essenza dell'uomo, 2001
- One by One: The World Is Yours To Change, 2002
- Ai miei cari amici italiani, Soka Gakkai Italia, 2003
- Un nuovo umanesimo, Esperia, 2004
- Artefici della rivoluzione umana. Illustri figure femminili nel mondo moderno, Esperia, 2004, nuova edizione 2011
- La religione e i valori umani. Dialogo sul ruolo sociale della religione, con Bryan Wilson, Esperia, 2005
- La saggezza del Sutra del Loto, Mondadori, 2005
- Le nostre vie si incontrano all'orizzonte, con Michail Gorbačëv, 2005
- Cittadini del mondo. L'impegno di ognuno per costruire un futuro sostenibile, con Hazel Henderson, Sperling e Kupfer, 2005
- I capitoli Hoben e Juryo, Esperia, 2005
- La saggezza del Sutra del Loto, vol. 2, Mondadori, 2006
- Dialoghi sulla pace, con Joseph Rotblat, Sperling e Kupfer, 2006
- Rivoluzioni. Aver cura dell'ambiente e del cuore umano, con Monkombu S. Swaminathan, Esperia, 2007
- L'apertura degli occhi. Lezioni sugli scritti di Nichiren Daishonin, Esperia, 2007
- La saggezza del Sutra del Loto, vol. 3, Mondadori, 2007
- Il quaderno di Hiroshima, Sperling e Kupfer, 2007, romanzo
- Gli eterni insegnamenti. Lezioni sugli scritti di Nichiren Daishonin, Esperia, 2008
- Il raggiungimento della buddità in questa esistenza. Audiolibro, Esperia, 2008
- L'eredità della legge fondamentale della vita. Lezioni sugli scritti di Nichiren Daishonin, Esperia, 2008
- Il gosho e la missione di kosen rufu. Riflessioni sugli scritti di Nichiren Daishonin. Vol. 2, Esperia, 2009
- Lettera da Sado, lettera ai fratelli. Lezioni sugli scritti di Nichiren Daishonin, Esperia, 2010
- I misteri di nascita e morte, Esperia, 2010
- Gioia nella vita, gioia nella morte, Esperia, 2010
- Zadankai. La riunione di discussione, Esperia, 2010
- Una rivoluzione della leadership, Esperia, 2010
- In cammino con i giovani. Domande e risposte su come affrontare la vita, Esperia, 2010
- Il mondo del gosho, Esperia, 2011
- Pace e solidarietà globale. L'azione dei cittadini per un mondo libero dalla violenza, Esperia, 2011
- Giorno per giorno, Esperia, 2011
- Amore e amicizia. I protagonisti del XXI secolo, Esperia, 2011
- La vita del Budda, Esperia, 2011
- Scuola e lavoro. Protagonisti del XXI secolo, Esperia, 2012
- Cultura, arte e natura, Esperia, 2012
- Personalità e carattere, Esperia, 2013
- I tre tipi di tesori, Esperia, 2013
- Preghiera e azione, Esperia, 2013
- Il bene più prezioso, Esperia, 2014
- Il voto dell'Ikeda Kayo-Kai, Soka Gakkai Italia, 2014
- Fiori di felicità, con Kaneko Ikeda, Soka Gakkai Italia, 2014
- Giovani cittadini del mondo, Esperia, 2014
- Campanello d'allarme per il XXI secolo, con Aurelio Peccei, Esperia, 2014
- Qualunque fiore tu sia sboccerai. Scopri il tuo filosofo interiore e trasforma la tua vita, con Lou Marinoff, Piemme, 2014
- La forza della speranza, con Adolfo Pérez Esquivel (Esperia, 2016)